# Sahara Occidentală
Sahara Occidentală este un teritoriu din Africa situat în extremul occidental din deșertul Sahara, la malul oceanului Atlantic, inclus pe lista teritoriilor neautonome de la Națiunile Unite. Procesul de decolonizare a fost întrerupt în anul 1976, când vechea putere colonială, Spania, a abandonat Sahara Occidentală în mâinile Marocului și Mauritaniei (conform cu acordurile din Madrid). Teritoriul se găsește în actualitate aproape ocupat în întregime de către Maroc, situație care nu este recunoscută de ONU și este refuzată de grupul armat Frontul Polisario, care a proclamat independența teritoriului sub numele de Republica Arabă Democrată Saharawi (RASD) în 1976. Grupul armat administrează de fapt zona din Sahara Occidentală necontrolată de Maroc, numită oficial Provinciile Meridionale.

## Statut
Conform cu declarația juridică (documentul S/2002/161) Președintelui Consiliului de Securitate al Națiunilor Unite, din data de 29 ianuarie 2002, se indică la al șaselea paragraf:
„În noiembrie 1975 Spania, Maroc și Mauritania au emis o declarație de principii asupra Saharei Occidentale ("Acordul din Madrid"), în care facultațile si responsabilitățile Spaniei, ca Potențială administratoare a Teritoriului, s-au transferat într-o administrație temporara tripartită. Acordul din Madrid nu a transferat suveranitatea Teritoriului, nici nu a conferit condiția de Potențială administratoare , nici unei părți, condiție în care Spania, singură, nu putea să transfere unilateral. Transferarea autorității administrative asupra Teritoriului a Marocului și Mauritaniei în 1975 nu a afectat condiția internațională a Saharei Occidentale ca teritoriu neautonom.”—
Deci, potrivit Dreptului Internațional, juridic suveranitatea și administrarea Saharei Occidentale vor continua în măinile Spaniei. Totuși, de la semnarea "Acordului din Madrid" Spania nu a făcut nicio acțiune în acest sens. Administratorul real în cea mai mare parte a teritoriului este Marocul. Restul se găsește controlat de către autoproclamata Republică Arabă Saharaui Democrată. RASD este recunoscută de către Uniunea Africană și de către 46 țări din lume, majoritatea dintre ele africane sau latino-americane. RASD nu este recunoscută nici de ONU și nici de Liga Arabă, de nici o țară europeană și de niciun membru permanent din Consiliu permanent de Securitate. Pretențiile Marocului în privința "integrității teritoriale" (cea ce ar putea fi interpretat ca un sprijin al revendicării asupra Saharei Occidentale) este sprijinită de către 25 state din Liga Arabă. Totuși, nicio țară nu recunoaște formal anexarea, cum admite și Documentul Secretarului General ONU asupra situației relative din Sahara Occidentală (19 aprilie 2006):
„[...]acest lucru ar implica recunoașterea suveranității Marocului asupra Saharei Occidentale, lucru care este în afara oricărei considerații, datorită faptului ca nici un Stat Membru din Națiunile Unite nu a recunoscut respectiva suveranie. ”—

## Istoria
Reclamat ca teritoriu de către Spania în 1885 și ocupată efectiv în 1934. Pe 6 noiembrie din 1975 Marșul Verde a trecut frontiera internațională recunoscută de Sahara Occidentală. În virtutea acordurilor din Madrid din 1975, s-a stabilit o administrație temporală tripartită constituită de Spania, Maroc și Mauritania. Pe 26 februarie 1976 Spania abandonează teritoriul, după care Frontul Polisario proclamă Republica Arabă Daharaui Democratică (RASD) și a început un război de eliberare contra celor doua țări (Maroc și Mauritania).

Ziduri electrificate sau zone minate marocane în Sahara occidentală. Cu galben este zona ocupata de către Frontul Polisario.

În 1979 Mauritania, înfrântă, a semnat pacea cu Frontul Polisario, renunțând la pretențiile teritoriale, în același timp Marocul materializează ocuparea, cu sprijinul financiar și militar al Statelor Unite. În 1991 Marocul și Frontul Polisario au semnat o încetarea focului sub egida ONU care a stabilit Misiunea Națiunilor Unite pentru referendumul Saharei Occidentale (MINURSO), care trebuia să se facă în 1992. Frontul Polisario acuză Marocul că întărzie realizarea referendumului pentru ca noii colonisti marocani (majoritari) să obtina dreptul la vot. Marocul neagă acuzarea.
Pentru a depăși dificultățile din procesul de pace, Națiunile Unite au numit pe James Baker ca Trimis al Secretarului General de la Națiunile Unite pentru Sahara Occidentală. Negocierile au facut ca în 1997 Maroc și Frontul Polisario au semnat Acordul din Houston. În ianuarie 2000 s-a finalizat procesul de identificare a votanților pentru referendumul de autodeterminare. S-au prezentat 120 mii de votanți, dar nu au fost aprobate, de acord cu procedurile pactate ce către cele două părți aflate in conflict, Secretarul General de la ONU a congelat procesul. Pentru a depăși blocajul, secretarul general a propus un plan pentru a împărți Sahara Occidentală între Maroc și Frontul Polisario, soluție care a fost acceptată de către Frontul Polisario dar refuzată de către Maroc.
Pentru a depăși noua blocare James Baker a propus un nou plan, numit planul Baker II care în 2003 a fost aprobat în unanimitate de Consiliul de Securitate (rezoluția 1495). Maroc, totuși, nu a acceptat respectivul plan, pentru că potrivit responsabililor marocani planul nu garantizează participarea tuturor locuitorilor în referendumul de autodeterminare. Marocul a propus în locul planului să dea Saharei Occidentale o amplă autonomie sub suverania marocană (condițiile încă nu au fost spuse concret) și crearea CORCAS (Consiliul Regal pentru Problemele Saharei) compusă din membri din distincte clanuri și triburi saharaui desemnați de către regele Marocului, dar această soluție nu a fost acceptată de către Frontul Polisario.
În prezent, teritoriul Saharei occidentale este divizat de un zid de peste 2.000 km lungime, care împarte din nord spre sud Sahara occidentală. Zona din vestul zidului este teritoriul ocupat de Maroc, în timp ce zona de la est de zid constituie „teritoriul eliberat”, sub controlul Frontului Polisario.

## Politica

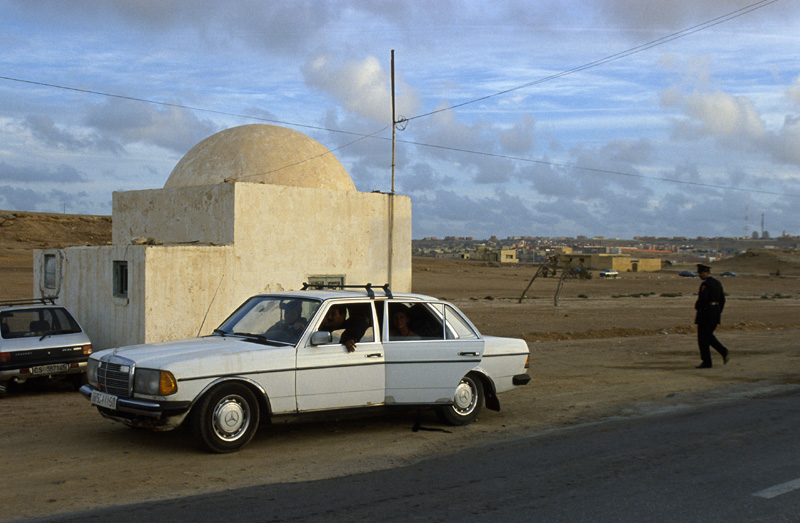
Post militar în El Aaiún

Statutul legal al teritoriului și problema suveranității sunt probleme de rezolvat. Se găsește aproape în totalitate sub controlul Marocului, dar Frontul Polisar, care s-a constituit în 1975 în Republica Arabaă Saharaui Democratică, îl revendică. Situația ajunge până în punctul în care ambele părți își dispută gestiunea domeniului.
În timpul erei coloniale era împărțită în Saguia el Hamra (capitală:El Aaiun) și Râul de Aur (capitală Dajla, Vechea Villa Cisneros). Alte localități mai importante sunt Samara, Bir Lehlu, La Güera (sau La Agüera) și Guerguerat.
După ocuparea de către Maroc a teritoriului, acesta a fost împărțit în patru provincii: Boujdour (Bojador), Laâyoune (El Aaiún), Es-Smara (Smara) y Oued Eddahab (Río de Oro). După reorganizarea teritorială din 1997, teritoriul Saharei Occidentale aparține a trei regiuni marocane:(Oued Ed-Dahab - Lagouira, Laâyoune - Boujdour - Sakia El Hamra y Guelmin - Es-Semara). Ultimele două includ de asemenea și părți teritoriale din Maroc (o mică porțiune din Cabo Juby și o mare porțiune din sudul Marocului).

## Geografia

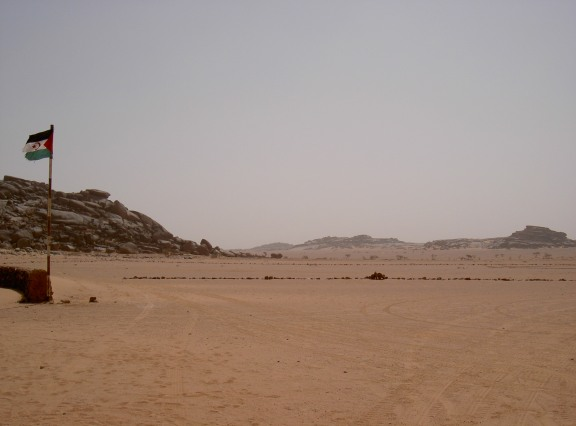
Aproape de Tifariti

Sahara Occidentală se găsește în Africa de nord, limitată spre nord cu Oceanul Atlantic, la sud Mauritania și Maroc (nord). Se limitează la nord-est cu Algeria.
Traversat de către Tropicul Cancerului, teritoriul este ocupat de către Deșertul Sahara, fiind o parte deșert de nisip și cealaltă de piatră.

## Ecologie
Puțina vegetație aproape se limitează la oaze. Există unele specii de animale adaptate la aridul mediu deșertic, cum este șoarecele deșertului.
Potrivit WWF-Fondul Mondial pentru Natură, la majoritatea teritoriului aparține ecoregiunii de deșert numită Stepa Saharei septrentională; excepție zona de coastă, care se împarte între padurea uscată mediterană și arbuști de acasia, în extremul nord și deșertul de coastă atlantic, în centru și sud.

## Economie
Sahara Occidentală posedă puține resurse naturale și nu are precipitații ca să mențină majoritatea activităților agricole. Economia ei se centrează în păstoritul nomad, pescuit și extragerea de fosfați, care constituie cel mai mare zăcămant din lume. Majoritatea alimentelor pentru populația umana trebuie importată. Tot comerțul și alte acțivități economice sunt controlate de către guvernul marocan. Veniturile și nivelul de viață este mai mic decat în Maroc.